# 新潟市立濁川中学校
新潟市立濁川中学校（にいがたしりつにごりかわちゅうがっこう）は、新潟市北区新崎にある公立中学校。

## 概要
1947年5月に村立濁川中学校として開校。 2022年度で創立74年。 1998年度には創立以来最多の，生徒数374人（12学級）。その後は減少傾向にあり，2022年（令和4年）度現在は183人、7学級（特別支援学級1学級を含む）。

## アクセス
JR東日本 新崎駅から徒歩約21分